# Twisselwischgraben
Der Twisselwischgraben ist ein Nebenfluss des Buckhoopgrabens in Hamburg-Langenhorn.
Er verläuft südlich der Straße Twisselwisch und mündet in den Buckhoopgrabens unmittelbar vor dessen Einmündung in einen Teich.